# ゲット・ラッキー
「ゲット・ラッキー」（Get Lucky）は、2013年4月19日に発売されたダフト・パンクの18枚目のシングル。発売元はDaft Life、Columbia Records（Sony Music Entertainment）。

## 解説
前作「Derezzed」から3年ぶりのシングル。ボーカルには当時既にポピュラー音楽界で名を馳せていたファレル・ウィリアムスが参加、そしてリズムセクションにはナイル・ロジャース（ギター）、ポール・ジャクソン・ジュニア（ギター）、ネイザン・イースト（ベース）、オマー・ハキム（ドラム）といったファンク・ジャズフュージョン界の大御所が参加し、ブラックミュージックの要素が強く取り入れられたものとなった。ダフト・パンクはファレルとマドンナのパーティで出会い、そこでファレルが「タンバリンを叩くだけでもオレはやるつもりだ」と話し、楽曲制作に参加することが決まった。その後パリで会った際にファレルが音楽的に「ナイル・ロジャースなムード」を2人に伝えると、すでにダフト・パンクはナイル・ロジャースとのレコーディングを行っており、ファレルは「クレイジーな話だよ。大西洋の反対側にいながら、オレたちの心は同じ場所にあったんだから」と振り返っている。
リリース後は32か国以上でチャート1位を記録し、930万枚を売り上げた。2014年に行われた「第56回グラミー賞」で最優秀レコード賞と最優秀ポップ・デュオ/グループ・パフォーマンスを受賞。そのパフォーマンスの際には、クレジット上でのオリジナルメンバーが勢揃いしたほか、ゲストボーカルとしてスティーヴィー・ワンダーが参加した。
この曲がきっかけでファレルはダフト・パンク所属のコロムビアからアルバム制作のオファーを受け、コロムビアへ移籍することとなった。

## 収録曲

### CD
1. Get Lucky (album version)
(作詞・作曲：Guy-Manuel de Homem-Christo, Thomas Bangalter, Nile Rodgers, Pharrell Williams)
2. Get Lucky (radio edit)

### デジタル・ダウンロード
1. Get Lucky (radio edit)

### デジタル・ダウンロード (リミックス)
1. Get Lucky (Daft Punk remix)
  - Daft Punkによるセルフ・リミックス。

### アナログ盤
SIDE-A
1. Get Lucky (Daft Punk remix)

SIDE-B
1. Get Lucky (album version)
2. Get Lucky (radio edit)

## クレジット
- Daft Punk：Vocals, Synthesizer
- Pharrell Williams：Vocals
- Nile Rodgers：Guitar
- Paul Jackson Jr.：Guitar
- Nathan East：Bass
- Omar Hakim：Drums
- Chris Caswell：Keyboards

- Recorded by Florian Lagatta, Mick Guzauski, Peter Franco
- Mixed by Mick Guzauski
- Mastered by Bob Ludwig, Chab (at Gateway Mastering, Translab)

Get Lucky (Daft Punk remix)
- Remixed by Daft Punk (at Studio Gang)
- Remix Engineer：Florian Lagatta

## レビュー
- Rolling Stone  link